# Madatyphlops madagascariensis
Madatyphlops madagascariensis är en ormart som beskrevs av Boettger 1877. Madatyphlops madagascariensis ingår i släktet Madatyphlops och familjen maskormar.  Inga underarter finns listade i Catalogue of Life.
Denna orm förekommer endemisk på den lilla ön Nossi-Bé vid nordvästra Madagaskar. Det senaste fyndet gjordes för mer än 100 år. Inget är änt om populationens storlek och möjliga hot. IUCN kategoriserar arten globalt som otillräckligt studerad. Honor lägger antagligen ägg.